# Ronde van Luxemburg 2004
De Ronde van Luxemburg 2004 (Luxemburgs: Tour de Luxembourg 2004) werd gehouden van 27 mei tot en met 30 mei in Luxemburg. Het was de 64ste editie van deze meerdaagse rittenkoers in het groothertogdom. Van de 99 gestarte renners bereikten 53 coureurs de eindstreep in Diekirch.

## Etappe-overzicht
| etappe | datum  | start        | finish      | afstand | winnaar           | klassementsleider |
| ------ | ------ | ------------ | ----------- | ------- | ----------------- | ----------------- |
| 1e     | 27 mei | Luxemburg    | Mondorf     | 173 km  | Lars Ytting Bak   | Lars Ytting Bak   |
| 2e     | 28 mei | Wasserbillig | Leudelange  | 182 km  | Tom Steels        | Lars Ytting Bak   |
| 3e     | 29 mei | Mersch       | Luxemburg   | 108 km  | Maxime Monfort    | Stefan Adamsson   |
| 4e     | 29 mei | Bettembourg  | Bettembourg | 9.8 km  | Fabian Cancellara | Maxime Monfort    |
| 5e     | 30 mei | Wiltz        | Diekirch    | 163 km  | Kim Kirchen       | Maxime Monfort    |

## Etappe-uitslagen

### 1e etappe
| Luxemburg – Mondorf-les-Bains (173 km) |                   |                      |          |
| Plaats                                 | Naam              | Ploeg                | Tijd     |
| Winnaar                                | Lars Ytting Bak   | Bankgiroloterij      | 4u26'06" |
| 2                                      | Francesco Chicchi | Fassa Bortolo        | +00' 31" |
| 3                                      | Aurélien Clerc    | Quick Step-Davitamon | z.t.     |

| Algemeen klassement |                   |                      |          |
| Plaats              | Naam              | Ploeg                | Tijd     |
| Gele trui           | Lars Ytting Bak   | Bankgiroloterij      | 4u25'53" |
| 2                   | Francesco Chicchi | Fassa Bortolo        | +00' 38" |
| 3                   | Aurélien Clerc    | Quick Step-Davitamon | +00' 40" |

### 2e etappe
| Wasserbillig – Leudelange (182 km) |                   |                         |          |
| Plaats                             | Naam              | Ploeg                   | Tijd     |
| Winnaar                            | Tom Steels        | Landbouwkrediet-Colnago | 4u30'32" |
| 2                                  | Kurt-Asle Arvesen | Team CSC                | z.t.     |
| 3                                  | Aurélien Clerc    | Quick Step-Davitamon    | z.t.     |

| Algemeen klassement |                   |                      |          |
| Plaats              | Naam              | Ploeg                | Tijd     |
| Gele trui           | Lars Ytting Bak   | Bankgiroloterij      | 8u56'35" |
| 2                   | Aurélien Clerc    | Quick Step-Davitamon | +00' 36" |
| 3                   | Francesco Chicchi | Fassa Bortolo        | +00' 38" |

### 3e etappe
| Mersch – Luxemburg (108 km) |                 |                         |          |
| Plaats                      | Naam            | Ploeg                   | Tijd     |
| Winnaar                     | Maxime Monfort  | Landbouwkrediet-Colnago | 2u41'33" |
| 2                           | Stefan Adamsson | Team Barloworld         | z.t.     |
| 3                           | Koos Moerenhout | Lotto-Domo              | +00' 08" |

| Algemeen klassement |                 |                         |           |
| Plaats              | Naam            | Ploeg                   | Tijd      |
| Gele trui           | Stefan Adamsson | Team Barloworld         | 11u38'29" |
| 2                   | Maxime Monfort  | Landbouwkrediet-Colnago | +00' 01"  |
| 3                   | Koos Moerenhout | Lotto-Domo              | +00' 17"  |

### 4e etappe
| Bettembourg – Bettembourg (individuele tijdrit over 9.8 km) |                   |               |          |
| Plaats                                                      | Naam              | Ploeg         | Tijd     |
| Winnaar                                                     | Fabian Cancellara | Fassa Bortolo | 0u11'33" |
| 2                                                           | Torsten Hiekmann  | T-Mobile Team | +00' 14" |
| 3                                                           | Jörg Jaksche      | Team CSC      | +00' 15" |

| Algemeen klassement |                  |                         |           |
| Plaats              | Naam             | Ploeg                   | Tijd      |
| Gele trui           | Maxime Monfort   | Landbouwkrediet-Colnago | 11u38'29" |
| 2                   | Torsten Hiekmann | T-Mobile Team           | +00' 09"  |
| 3                   | Stefan Adamsson  | Team Barloworld         | z.t.      |

### 5e etappe
| Wiltz – Diekirch (163 km) |               |                 |          |
| Plaats                    | Naam          | Ploeg           | Tijd     |
| Winnaar                   | Kim Kirchen   | Fassa Bortolo   | 4u13'24" |
| 2                         | Óscar Freire  | Rabobank        | z.t.     |
| 3                         | Roger Hammond | MrBookmaker.com | z.t.     |

| Algemeen klassement |                  |                         |           |
| Plaats              | Naam             | Ploeg                   | Tijd      |
| Gele trui           | Maxime Monfort   | Landbouwkrediet-Colnago | 16u04'15" |
| 2                   | Torsten Hiekmann | T-Mobile Team           | +00' 06"  |
| 3                   | Jörg Jaksche     | Team CSC                | +00' 09"  |

## Eindklassementen
| Plaats    | Naam                | Ploeg                   | Tijd      |
| --------- | ------------------- | ----------------------- | --------- |
| Gele trui | Maxime Monfort      | Landbouwkrediet-Colnago | 16u04'15" |
| 2         | Torsten Hiekmann    | T-Mobile Team           | +00' 06"  |
| 3         | Jörg Jaksche        | Team CSC                | +00' 09"  |
| 4         | Koos Moerenhout     | Lotto-Domo              | +00' 10"  |
| 5         | Juan Antonio Flecha | Fassa Bortolo           | +00' 15"  |
| 6         | Michael Rogers      | Quick Step-Davitamon    | +00' 18"  |
| 7         | Johan Coenen        | MrBookmaker.com         | +00' 53"  |
| 8         | René Jørgensen      | Alessio-Bianchi         | +01' 13"  |
| 9         | Lars Ytting Bak     | Bankgiroloterij         | +01' 14"  |
| 10        | Juan Miguel Mercado | Quick Step-Davitamon    | +01' 26"  |

| Plaats      | Naam          | Ploeg           | Punten |
| ----------- | ------------- | --------------- | ------ |
| Blauwe trui | Óscar Freire  | Rabobank        | 29     |
| 2           | Roger Hammond | MrBookmaker.com | 25     |
| 3           | Jörg Jaksche  | Team CSC        | 22     |

| Plaats      | Naam                 | Ploeg                   | Punten |
| ----------- | -------------------- | ----------------------- | ------ |
| Groene trui | Julián Sánchez       | Fassa Bortolo           | 34     |
| 2           | Roeslan Hrysjtsjenko | Landbouwkrediet-Colnago | 19     |
| 3           | Tiaan Kannemeyer     | Team Barloworld         | 16     |

| Plaats     | Naam             | Ploeg                   | Tijd      |
| ---------- | ---------------- | ----------------------- | --------- |
| Witte trui | Maxime Monfort   | Landbouwkrediet-Colnago | 16u04'15" |
| 2          | Torsten Hiekmann | T-Mobile Team           | +00' 06"  |
| 3          | Michael Rogers   | Quick Step-Davitamon    | +00' 18"  |

| Plaats | Ploeg                | Tijd      |
| ------ | -------------------- | --------- |
|        | Quick Step-Davitamon | 48u15'35" |
| 2      | Lotto-Domo           | +00' 15"  |
| 3      | Team CSC             | +00' 23"  |

1935 · 
1936 · 
1937 · 
1938 · 
1939 · 
1940 · 
1941 · 
1942 · 
1943 · 
1944 · 
1945 · 
1946 · 
1947 · 
1948 · 
1949 · 
1950 · 
1951 · 
1952 · 
1953 · 
1954 · 
1955 · 
1956 · 
1957 · 
1958 · 
1959 · 
1960 · 
1961 · 
1962 · 
1963 · 
1964 · 
1965 · 
1966 · 
1967 · 
1968 · 
1969 · 
1970 · 
1971 · 
1972 · 
1973 · 
1974 · 
1975 · 
1976 · 
1977 · 
1978 · 
1979 · 
1980 · 
1981 · 
1982 · 
1983 · 
1984 · 
1985 · 
1986 · 
1987 · 
1988 · 
1989 · 
1990 · 
1991 · 
1992 · 
1993 · 
1994 · 
1995 · 
1996 · 
1997 · 
1998 · 
1999 · 
2000 · 
2001 · 
2002 · 
2003 · 
2004 · 
2005 · 
2006 · 
2007 · 
2008 · 
2009 · 
2010 · 
2011 · 
2012 · 
2013 · 
2014 ·
2015 ·
2016 ·
2017 ·
2018 ·
2019 ·
2020 ·
2021 · 2022 · 2023 · 2024